# أسياولة (دوستان)
أسياولة (بالفارسية: اسیاوله) هي قرية تقع في إيران في قسم دوستان الريفي.